# Michałko
Michałko, właśc. Michał Michalewicz lub Michalski herbu Radwan (data urodzenia i śmierci nieznana) – młynarz z okolic Tucholi, polski rotmistrz z okresu potopu szwedzkiego. Jedyny chłopski dowódca partyzancki tego okresu.
Szwedzi, po zajęciu Pomorza, w okresie potopu na siłę wcielali chłopów do swojego wojska. Michałko został również w ten sposób zaciągnięty, ale z nieznanych przyczyn umieszczono go w więzieniu w Pelplinie, skąd zbiegł i dość szybko zorganizował leśny oddział partyzancki walczący przeciw Szwedom. Złożony był on z chłopów, którzy silnie doświadczali szwedzkiego ucisku i chętnie w związku z tym przystawali do partyzantki, widząc w niej możliwość choćby częściowej samoobrony. Oddział Michałka atakował wyłącznie małe oddziały szwedzkie, dezorganizując linie zaopatrzeniowe w rejonie Tucholi, Chojnic i Człuchowa (Bory Tucholskie). Przy próbie kontrataków okupanta, oddział chował się pomiędzy lokalnymi bagnami i jeziorami.
Patrick Gordon tak pisał o Michałce w swoich pamiętnikach: 

...Nie będąc szlachcicem nie mógł spodziewać się świetnej kariery w wojsku polskim. Obdarzony jednak rzadkim męstwem, ambicją i duchem przedsiębiorczym pragnął koniecznie wyszczególnić się w wojnie i dobić się wyższego nad swe urodzenie losu. Wymknąwszy się przeto od Polaków, schronił się w lasy i w krótkim czasie zgromadził wokół siebie liczną bandę i rozpoczął w Prusach na własną rękę wojnę z najeźdźcami. Znając każdą ścieżkę, wąwozy i przesmyki wypadał co chwila na mniejsze oddziały, odcinał dowóz żywności i chwytał w zasadzki nawet najwyższych oficerów. Michałko napadał nagle jak grom to tu, to tam i znikał bez wieści, zanim jeszcze ochłonięto z pierwszego wrażenia. Poruszał się tak szybko ze swym korpusem, jak gdyby w jednej i tej samej chwili w kilku naraz dokazywał stronach. Powoli przyszło do tego, ze sama szlachta zapomniała o jego niskim pochodzeniu i garnęła się pod jego rozkazy.

Szczególna aktywizacja oddziału nastąpiła w drugiej połowie 1656, kiedy to działania zaczepne na Pomorzu rozwinął Stefan Czarniecki. Nadchodząca zima zmusiła chłopów do przemieszczenia się – zajęto dwa zamki: w Starogrodzie i Lipienniku, skąd szarpano drobne oddziały szwedzkie, do tego stopnia skutecznie, że Szwedzi postanowili zakończyć działalność Michałka i jego ludzi. 25 listopada 1656 kilka oddziałów rajtarów pod dowództwem obersztera Dracke i piechoty pod dowództwem oberszterlejtnanta Hamiltona (dwa działka) wyruszyło w stronę Starogrodu bronionego przez 80-osobową załogę polską. Z uwagi na brak prochu i wody Michałko rozpoczął pertraktacje, w wyniku których miał odejść wolno z zamku, a jego ludzie mieli zostać ponownie włączeni do szwedzkiej armii. Słowa dotrzymano odnośnie do załogi, natomiast samego Michałka aresztowano i osądzono w Malborku, skazawszy na karę śmierci. Wyroku nie wykonano, gdyż sława Michałka dotarła do króla Jana Kazimierza, który doprowadził do wymiany chłopskiego przywódcy na kilku szwedzkich oficerów. Król docenił bojowe zasługi Michałka i mianował go rotmistrzem, a na Sejmie w 1658 nobilitował go do stanu szlacheckiego, nadając mu nazwisko Michał Michalewicz lub Michalski herbu Radwan. Michałko zorganizował wówczas nową grupę wojskową (chłopską) i przyłączył się do pułku Jana Fryderyka Sapiehy, nadal atakując mniejsze oddziały szwedzkie, niszcząc linie zaopatrzeniowe i przejmując korespondencję. Podczas tych walk Michałko ugodzony został kamieniem, co przysporzyło mu dotkliwej rany, ale po leczeniu powrócił do walki. Odbywał liczne manewry taktyczne, atakując w mało spodziewanych miejscach, jak np. pod Sztumem.
Po zakończeniu działań wojennych losy Michałka są niejasne. Prawdopodobnie Jan Kazimierz nadał mu wieś w ekonomii malborskiej.
Osoba Michałka pojawia się w Potopie autorstwa Henryka Sienkiewicza, jednak postać ta różni się znacząco od historycznej (jest plebańskim sługą).